# Pepe Romay
José Antonio Rodríguez Mas, más conocido como Pepito Romay (Ciudad de México, 22 de agosto de 1948-ibídem, 4 de septiembre de 2013), fue un actor, productor, fotógrafo, musicalizador y guionista de cine mexicano.

## Biografía
Fue hijo del director de cine Joselito Rodríguez y María Elisa Mas Sinta. Hermano de Juan, Lichita, Dulce María, Titina Romay, Jorge y Martha Rangel. 
Romay tuvo su primera aparición en cine a los ocho meses de haber nacido, en una película dirigida por su padre, Café de chinos (1949), donde hizo el papel de una niña llamada Lupita.
En su infancia, Romay incursionó en la actuación en cintas dirigidas por su padre, quien lo llevaba a todos sus rodajes, por lo que creció en los principales estudios cinematográficos de la época: Churubusco, Tepeyac, San Ángel y Azteca.
Romay fue nominado a un premio Ariel a los tres años por su papel en Píntame angelitos blancos (1954) de su padre. En futuras premiaciones continuó en las ternas como aspirante al premio a Mejor Actuación Infantil, hasta obtener el premio en 1956 por la cinta Después de la tormenta (Isla de Lobos) (1955) de Roberto Gavaldón.
Romay participó como actor en más de 20 películas. Con el tiempo trabajó como asistente de cámara, de sonido, de producción y de dirección; convirtiéndose finalmente en productor y realizador de las películas De sangre chicana (1973), El amor de mi vida (1978) y 41 El hombre perfecto (1981), de la que también escribió el guion.
Además de sus trabajos en cine y televisión, Romay dedicó parte de su tiempo a la defensa de los derechos de autor y a la promoción del cine mexicano, siendo miembro del consejo directivo de la Sociedad Mexicana de Directores-Realizadores de Obras Audiovisuales S. de G. C. de I. P. en cuatro ocasiones, desde donde luchó en contra del Tratado de Libre Comercio de América del Norte y contra la venta y remate de las empresas estatales en la década de los años 90.
En Guadalajara, Jalisco, montó una exposición sobre la historia del cine mexicano que abarca desde 1929 a la Época de Oro.
Romay falleció de un infarto al corazón el 4 de septiembre de 2013, a los 65 años de edad, en el hospital de Pemex, entre Tlalpan y el Periférico Sur. Sus restos fueron velados en la Funeraria Gayosso de Félix Cuevas, Ciudad de México.

## Filmografía

### Como actor
- The Wailer 2 (2007) ... Gordo
- Río de sangre (1992)
- Hasta que la muerte nos separe (1989) de Ramón Obón  … Actor
- Ni de aquí, ni de allá (1988) de María Elena Velasco
- El hijo de Pedro Navaja (1986) de Alfonso Rosas Priego … El Madrina
- El amor de mi vida (1977) de Joselito Rodríguez Jr. … Lorenzo Rafael
- De sangre chicana (1974) de Joselito Rodríguez Jr. …
- Nosotros los feos (1973) de Ismael Rodríguez … Pepito
- Huracán Ramírez y la monjita negra (1973) de Joselito Rodríguez … José
- La venganza de Huracán Ramírez (1969) … Pancho
- El hijo de Huracán Ramírez (1966) … Panchito
- El misterio de Huracán Ramírez (1962) de Joselito Rodríguez … Pancho Torres
- Ánimas Trujano (El hombre importante) (1962) de Ismael Rodríguez … Pedrito
- El tesoro del indito (1961) de Joselito Rodríguez … Pepito
- Pepito y los robachicos (1958 ) de Mauricio de la Serna … Pepito
- Pepito y el monstruo (1957) de Joselito Rodríguez … Pepito
- Pepito as del volante (1957) de Joselito Rodríguez … Pepito
- Dos diablitos en apuros (1955) de Joselito Rodríguez … Pepito
- La pequeña enemiga (1956) de Joselito Rodríguez … Pepito
- Después de la tormenta (Isla de Lobos) (1955) de Roberto Gavaldón …
- Píntame angelitos blancos (1954) de Joselito Rodríguez …
- Café de chinos (1949) de Joselito Rodríguez … Lupita (Bebe)

### Como director
- Tres cornudos apaleados (1995) de Pepe Romay Video
- Río de sangre (1992) de Pepe Romay Video
- Sed de venganza (1992) de Pepe Romay Video
- Y tú... ¿quién eres? (1990) de Pepe Romay Video
- Cacería de narcos (1987) de Pepe Romay Video
- 41... El hombre perfecto (1982) de Pepe Romay
- El amor de mi vida (1977) de Pepe Romay